# Can Volart
Can Volart és una casa de Parets del Vallès (Vallès Oriental) protegida com a bé cultural d'interès local.

## Descripció
És una casa senyorial del segle xix orientada cap a l'oest. És de planta quadrada i consta de planta, pis i golfes. Al mig de la casa hi ha una petita torre que il·lumina l'escala. En ser una casa senyorial té dues entrades: un pels senyors (no s'utilitza en l'actualitat) i una pel servei. Arcades a la porta principal i finestres. L'interior de la casa conserva la senyoria amb l'escala i els salons (un amb frescos i l'altre amb quadres).

## Història
Casa construïda el 1874 com a segona residència d'uns barcelonins. El 1926 el sr. Volart comprà la casa al sr. Biscamps. Inicialment la casa es dedicà a l'explotació vitícola. Amb la reconversió de la zona es dedicà als conreus de secà i de regadiu.